# ポップアップストア

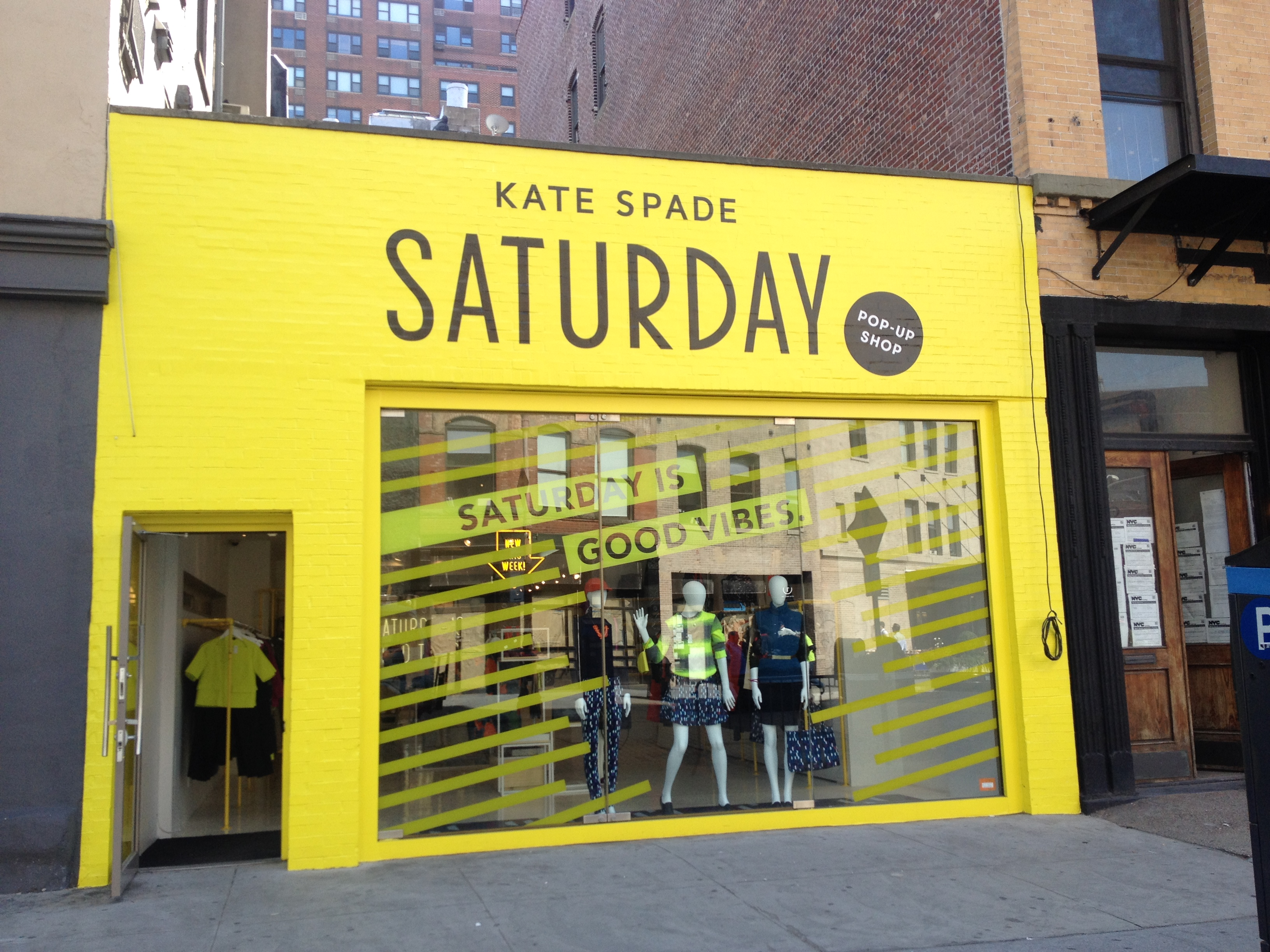
イギリス、ロンドンで開設されたケイト・スペード サタデーのポップアップストア

ポップアップストア（英語：Pop-up Store）は、特定の場所に期間限定で出店（ポップアップ）する店舗のこと。ポップアップショップ（Pop-up shop）、ポップアップリテール（Pop-up Retail）、フラッシュリテーリング（Flash retailing）とも呼ばれる。開店から閉店まで数日ないし数週間と短く、一時的な流行やイベント、試験販売など短期販売を行うために設営される例が多い。

## 概要
仮店舗であるため内装には費用を掛けず、むしろ商品のイメージを明快に表すデザインとなっている。期間は長くても3か月とも謂われ、短いと3日で消えてしまう店もある。また、単に店舗を増やすだけでなく、プロモーションの一環として用いられることもある。ポップアップストアと期間限定ショップは殆ど同じ意味となるが、前者はよりイベント性を重視し、イギリスを始め海外では一から店舗から作り期間が終わると壊してしまうといったこともある。
2021年時点で日本、カナダ、中国、メキシコ、フランス、ドイツなど先進国で数多く見受けられる。ポップアップストア業界は500億ドルの経済規模と推定されている。

## 歴史
ポップアップストアの前身となる期間限定の店舗は1298年、オーストリアウィーンのクリスマスマーケットで開催されたものが最古とみられている。

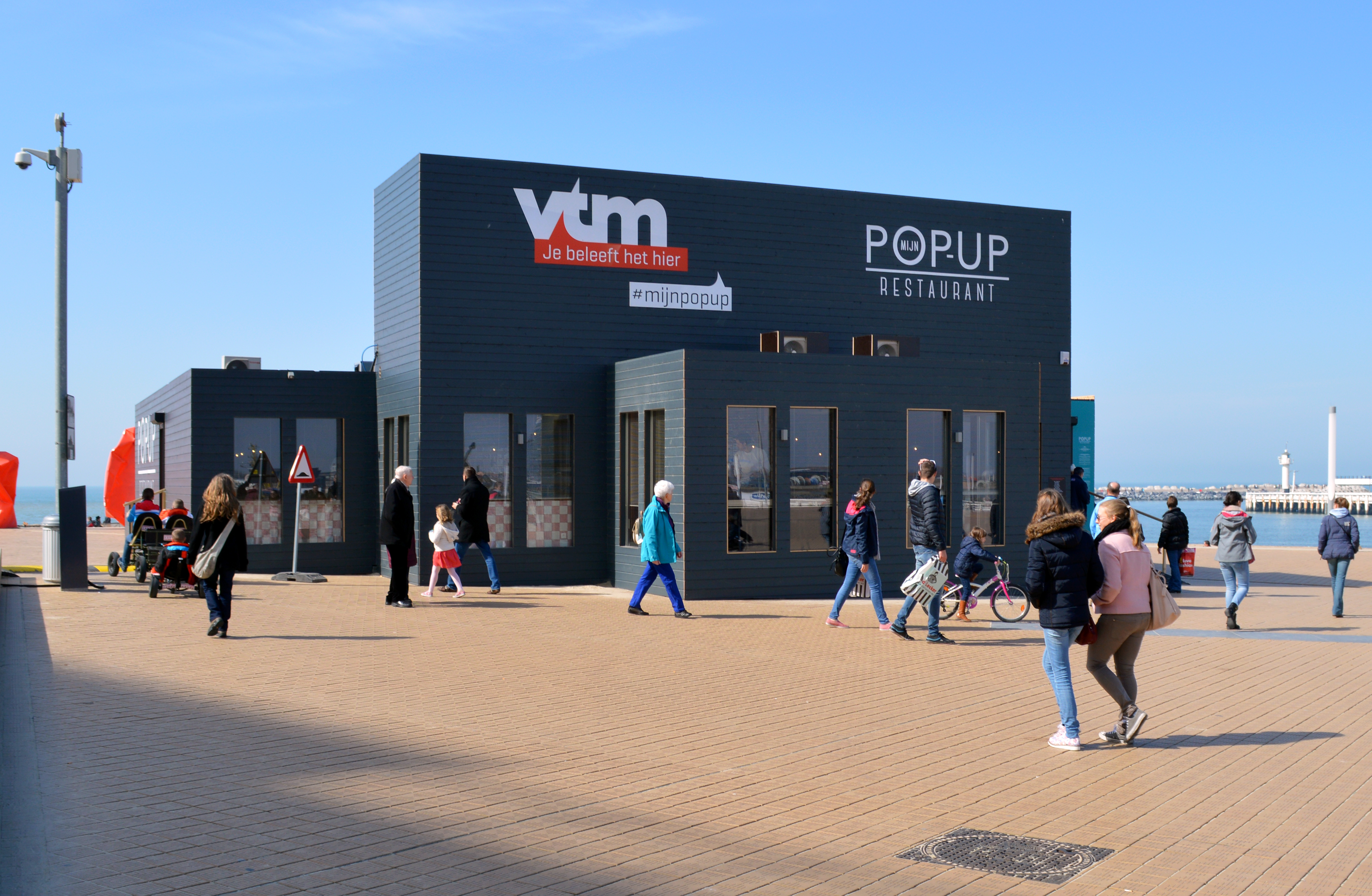
ベルギー、オーステンデの埠頭に開設されたポップアップレストラン

見本市における一時的な即売会もポップアップストアの一例として挙げられるが、1997年、アメリカロサンゼルスで行われたイベントで「パトリック・クーリエルシュ（Patrick Courrielche）」により制作された一日限定の「究極のヒップスター・モール（ultimate hipster mall）」としてブランド化されたものがポップアップストアの起源と見られている。このイベントは大手企業の目に留まり、若者に向けた自社製品の宣伝や認知度向上、新製品販売などのイベントに使用されている。2004年コム・デ・ギャルソンによって開設された店舗は「ゲリラショップ」と命名され1年間限定で開設されている。2004年1月Trendwatching.comは「ポップアップリテール」と言う用語を作り出したと主張している。
2009年頃からは、一時的にレストランを設営する「ポップアップレストラン」が注目を集め始め、2014年までに大幅に増加した。2010年代に起きたアメリカ合衆国における小売業の衰退により閉鎖された店舗をハロウィンなどのイベントに期間限定で貸し出すという動きもある。